# Ferradura

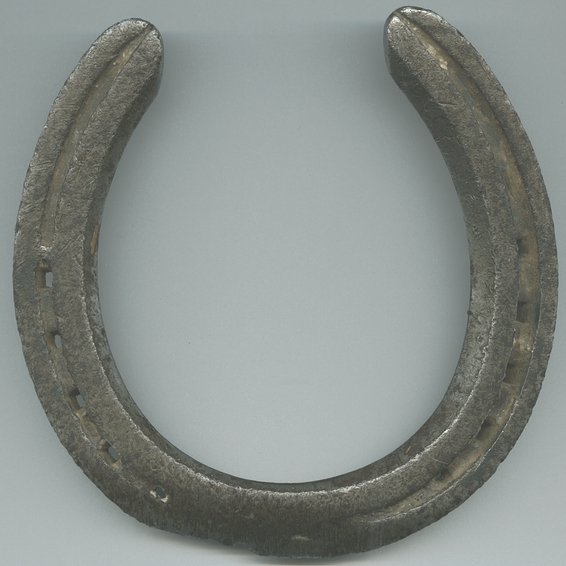
Les ferradures modernes solen estar fetes de ferro i van clavades en els cascs.

Una ferradura és una peça en forma d'una «U», construïdes de ferro, cautxú, plàstic o cuir, que es claven o encolen en la vora dels cascs dels cavalls. Les ferradures utilitzades per als bous i vaques tenen una altra forma que s'adapta a les seves peülles, amb dues ungles a cada pota. S'utilitzen per a protegir els cascs i peülles contra el desgast i la ruptura. Les primeres ferradures tenien claus o llengüeta és que sobresortien per proporcionar tracció addicional (aquestes encara continuen usant-se en algunes competicions de cavalls).
Des del segle xix hi ha un gran debat científic sobre l'existència o no de ferradures a l'Antiguitat. Sí que és clar l'ús de «hiposandalias» (en grec ippodémata o kardatínai, de cuir a partir del segle iv aC), unes proteccions mòbils de metall, espart o cuir que, subjectes amb cintes, s'utilitzaven només puntualment, en funció de la dificultat del terreny o la longitud d'un viatge. No hi ha textos literaris sobre l'ús de ferradures anteriors al segle IX dC, però en canvi sí nombroses troballes arqueològiques en diferents països (inclosa la península Ibèrica) que inclinen a acceptar la seva existència, si bé no sistemàticament estesa, o almenys no per als cavalls de guerra (falten, per exemple, en totes les tombes de la Cultura de Hallstatt, de la primera edat de ferro, que van incloure cavalls). Igualment, l'origen de la ferradura segueix sense estar clar, encara que s'apunta cap a pobles bàrbars de l'orient de l'Imperi Romà, que usarien algunes proteccions clavades almenys des dels segles IV-II aC.
Hi ha una gran varietat de ferradures, de diferents materials i estils, desenvolupades per als diferents tipus de cavalls i el treball que realitzen. Els materials més comuns són l'acer, l'alumini i el plàstic, encara que algunes ferradures especialitzades estan fetes de magnesi, titani o coure.

## Curiositats
Com talismà, es diu que les ferradures duen bona sort. Encara es pot observar en alguns llocs una ferradura col·locada sobre de la porta de la casa per a portar la bona sort.